# Damshung
Damshung, även stavat Damxung, är ett härad (dzong) som lyder under Lhasa i Tibet-regionen i sydvästra Kina.